# Kalubice
Kalubice (Duits: Kalluwitz) is een Tsjechische plaats in de gemeente Velká Buková in de regio Midden-Bohemen en maakt deel uit van het district Rakovník.
Kalubice telt 12 inwoners.

## Geografie
Het hoogste punt van het dorp is de Spálenýheuvel (407 m boven zeeniveau).

## Geschiedenis
De eerste schriftelijke vermelding van het dorp dateert van 1512.
Sinds 2003 maakt Kalubice deel uit van de gemeente Velká Buková.

## Verkeer en vervoer

### Autowegen
Er loopt een regionale weg door het dorp.

### Spoorlijnen
Er is geen station in het dorp. Het dichtstbijzijnde station is Pustověty op een paar kilometer afstand.

### Buslijnen
Er halteren geen buslijnen in het dorp.

## Bezienswaardigheden
- Heilige beukenboom nabij het dorp[3]

## Galerij

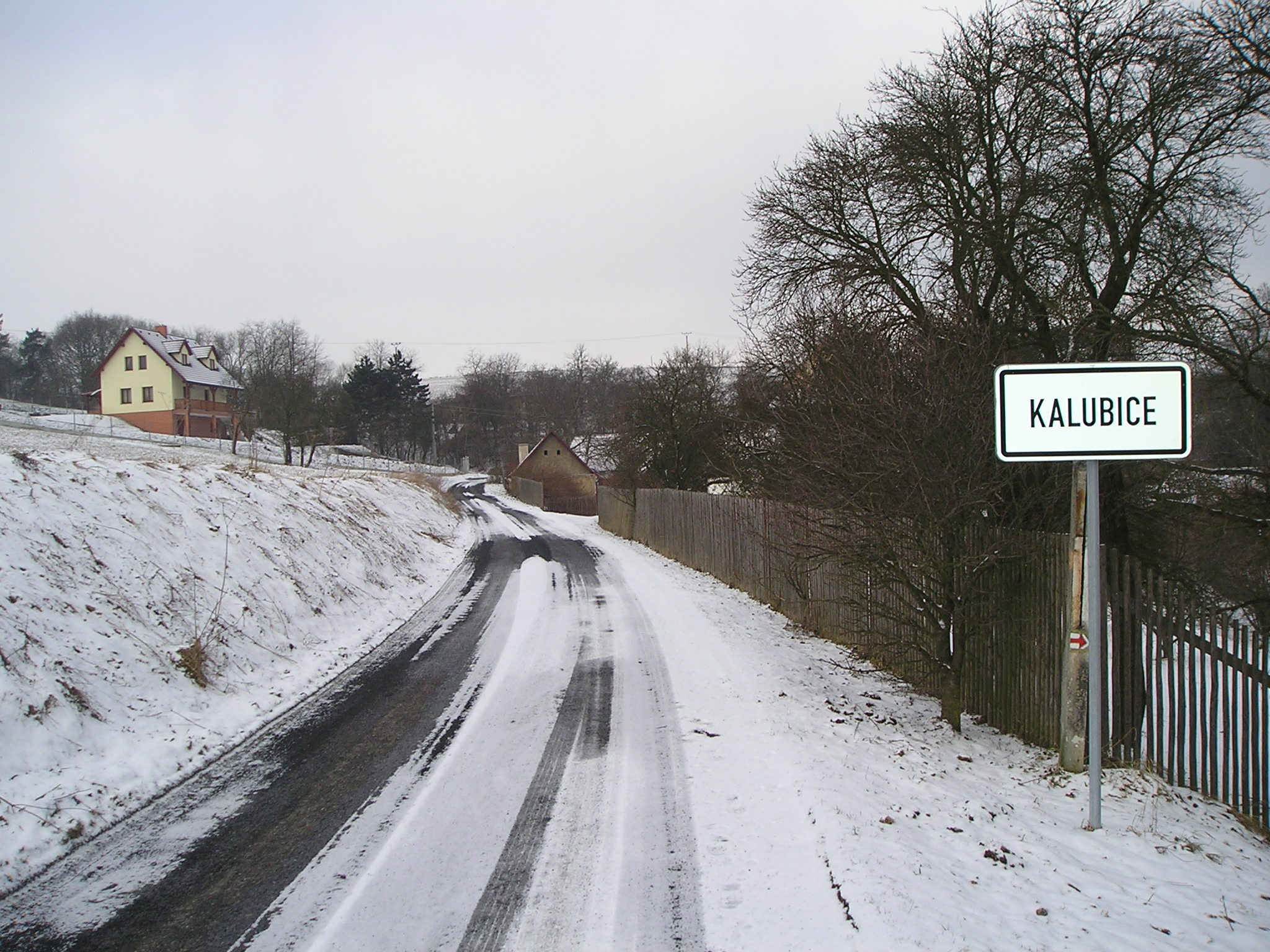
Plaatsnaambord
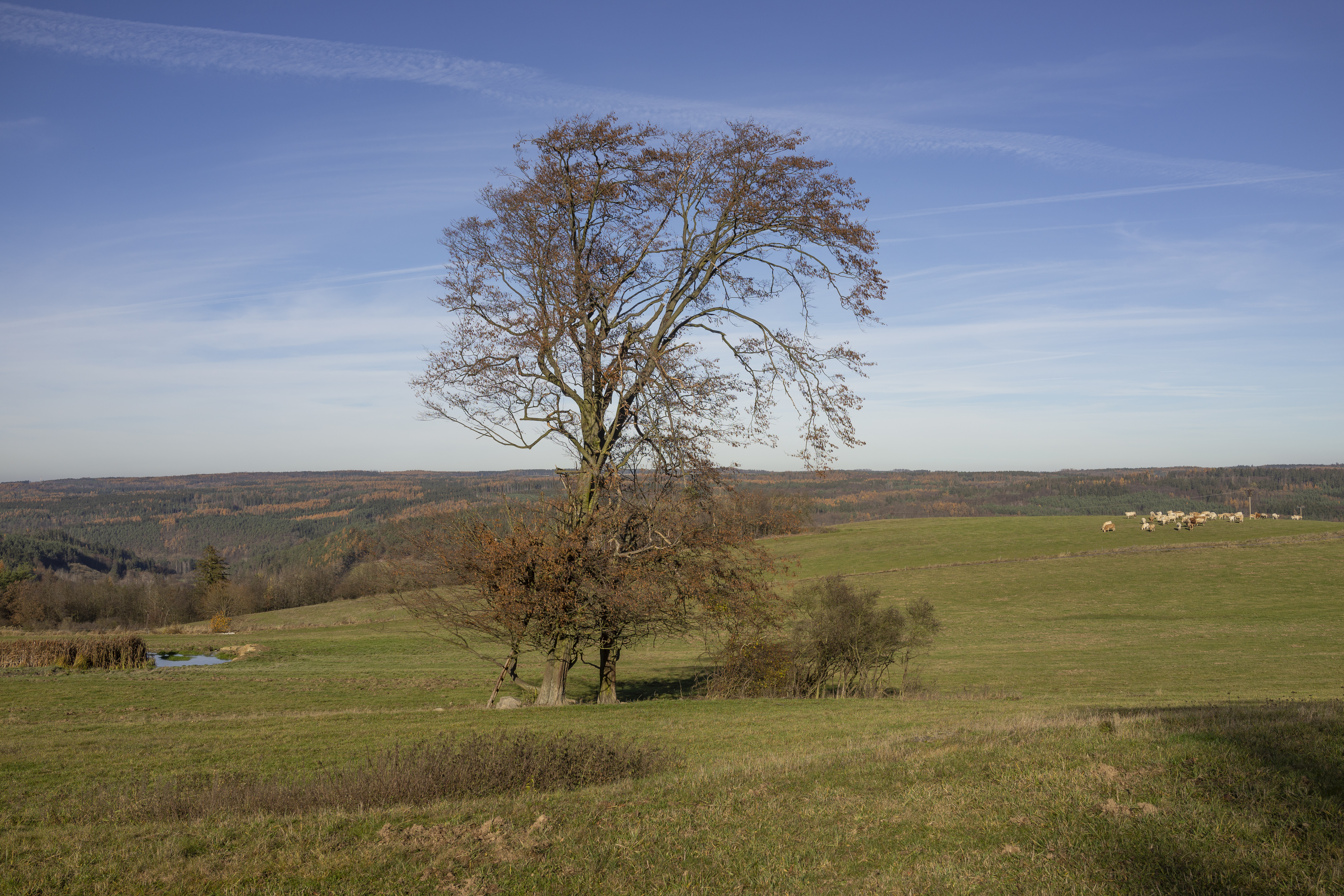
Heilige beukenboom nabij het dorp
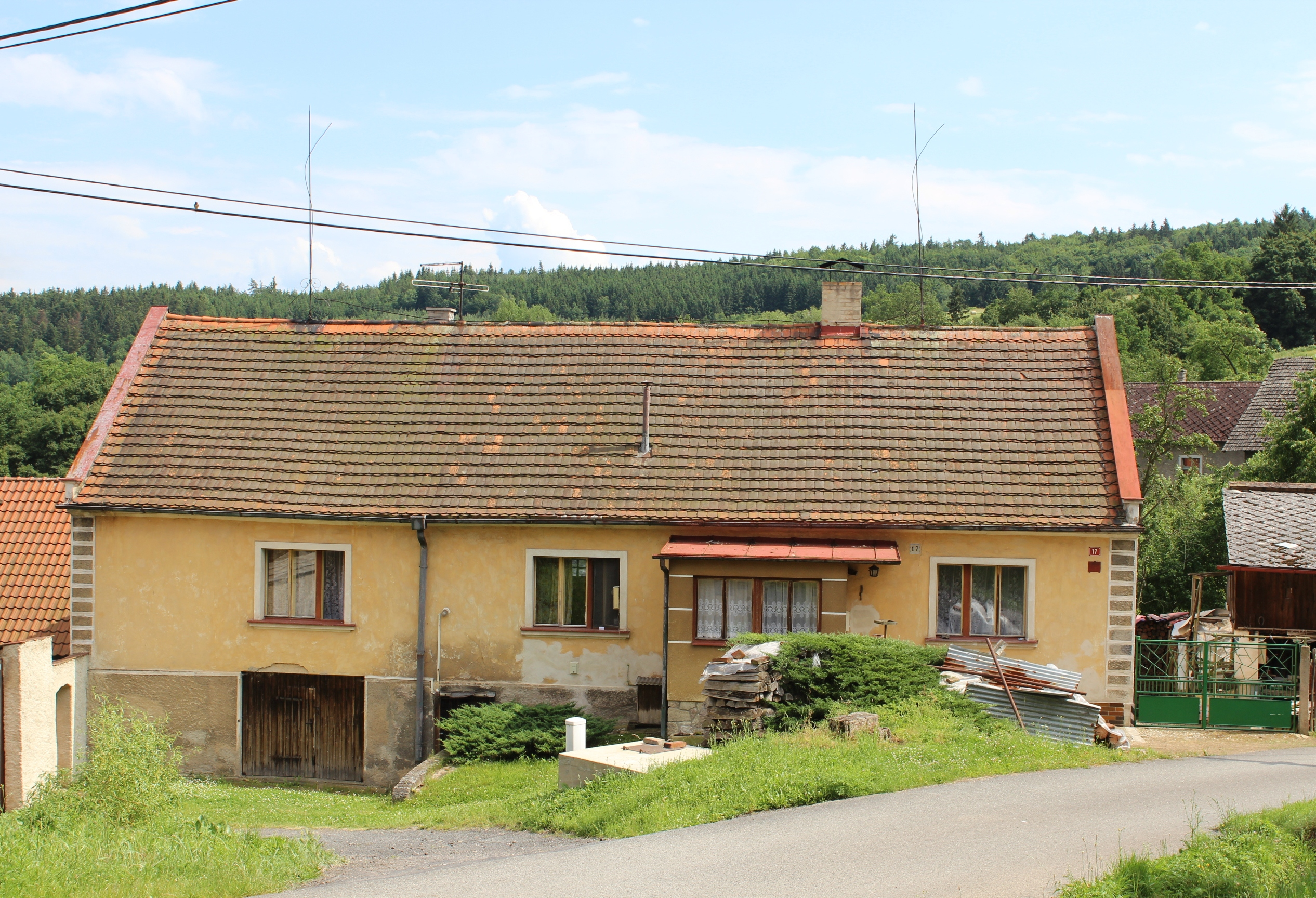
Huis in het dorp (1)
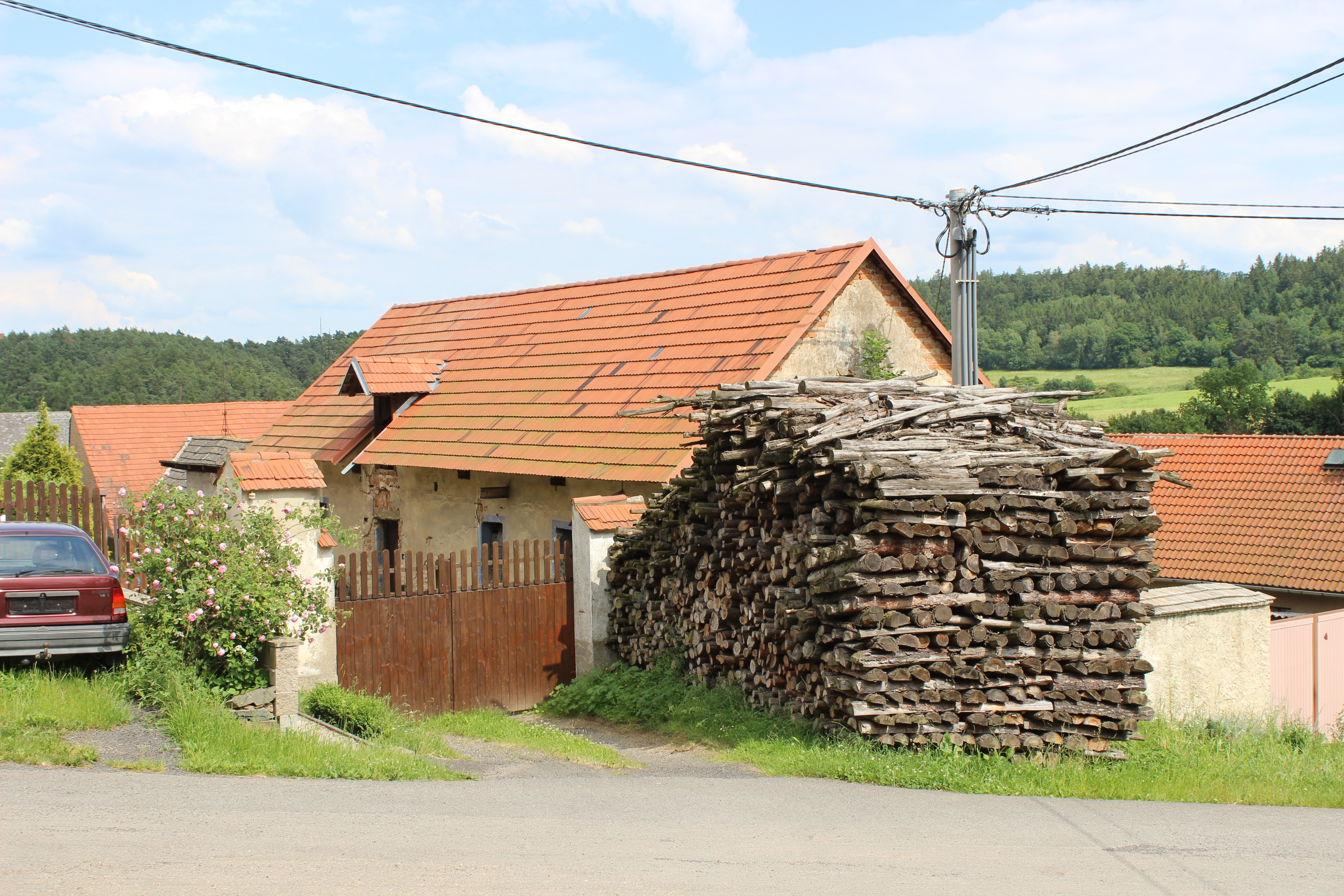
Huis in het dorp (2)
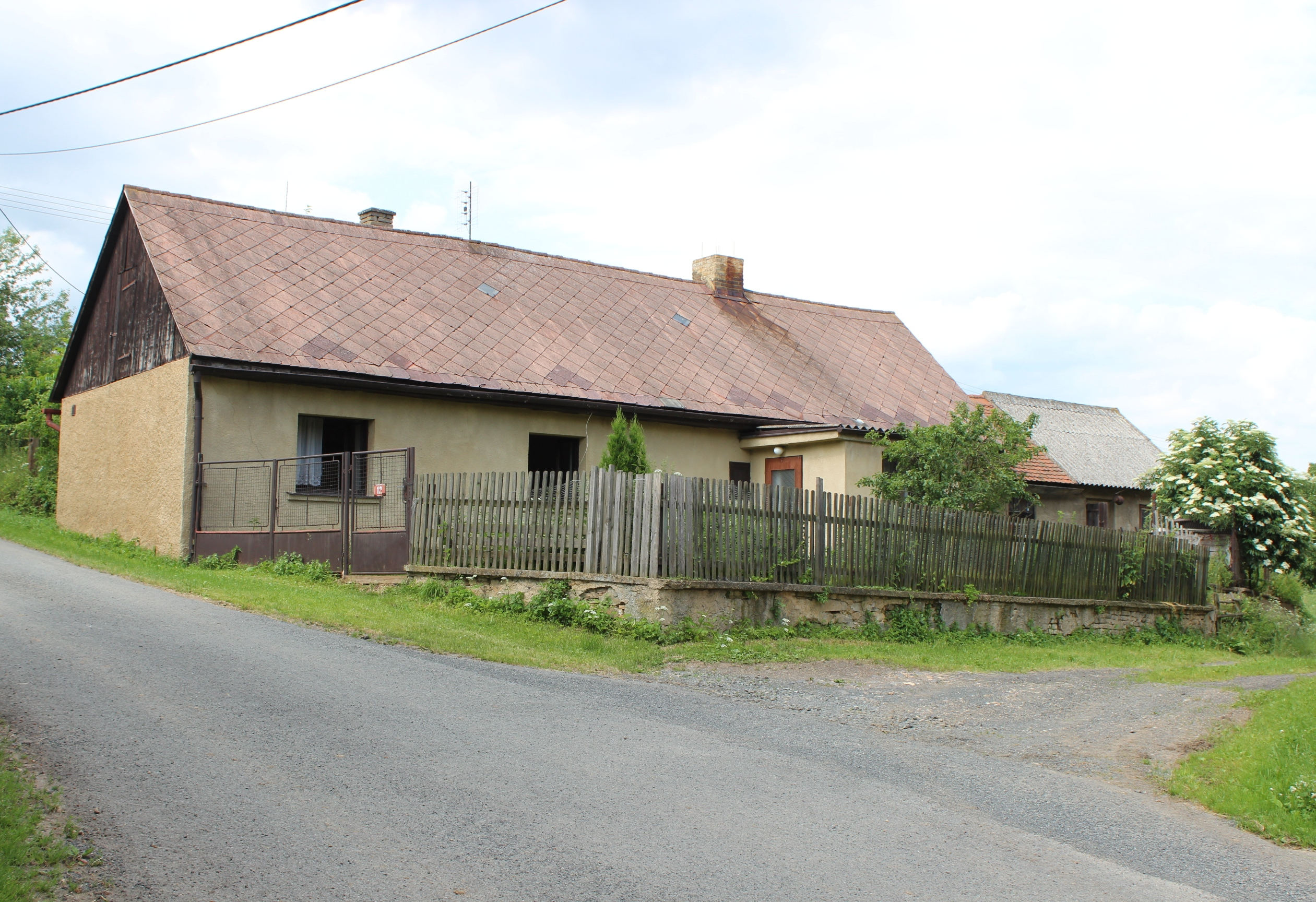
Huis in het dorp (3)
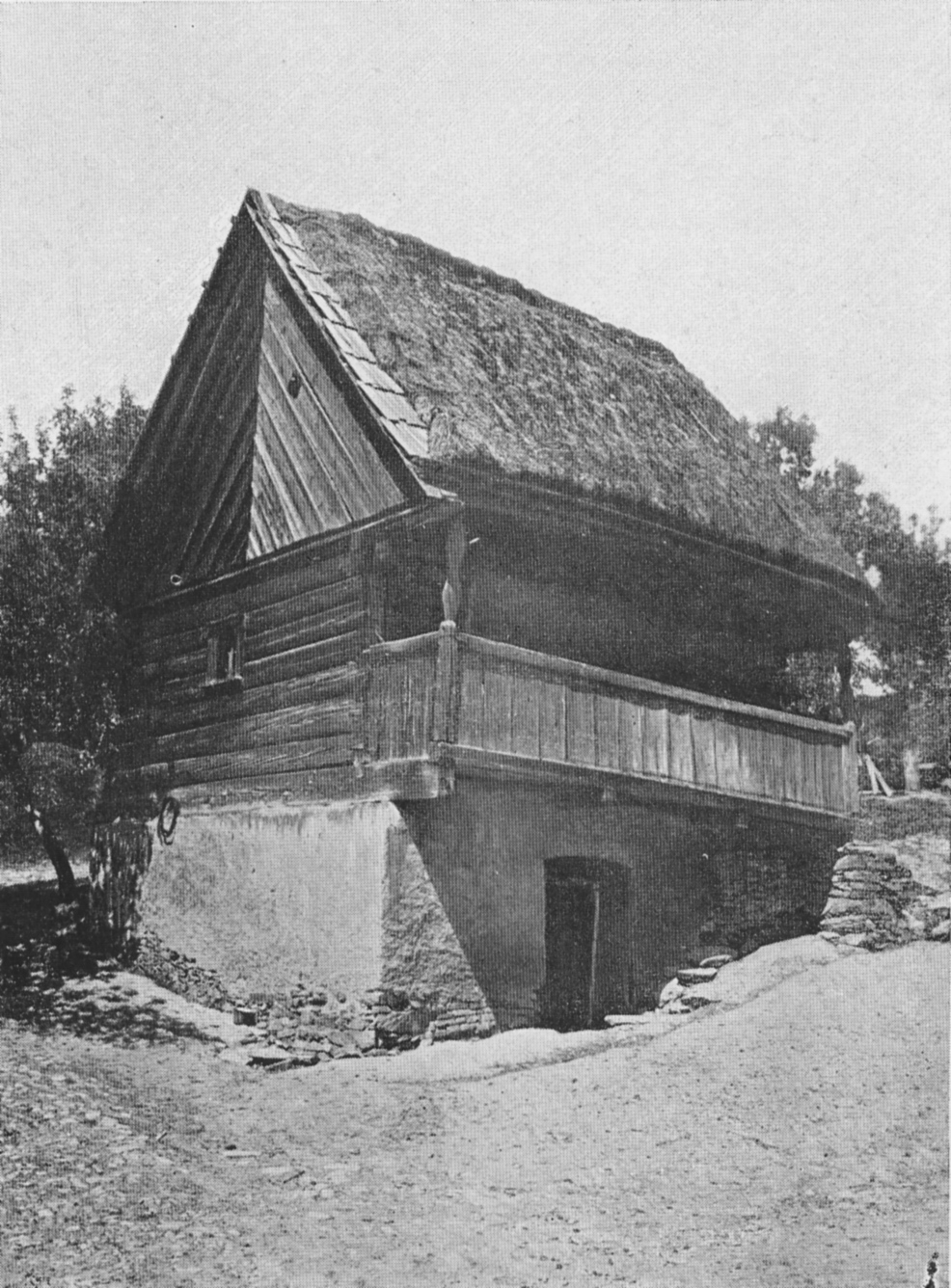
Graanschuur (1920)